# اینتراست
اینتراست (انگلیسی: Entrust) شرکت فناوری اطلاعات آمریکایی است، که در سال ۱۹۹۴ تأسیس شد.